# Motiullah Khan
Motiullah Khan, chiamato anche Mutiullah Khan oppure semplicemente Motiullah (in urdu مطیع اللہ خان‎?; Bahawalpur, 2 gennaio 1934 – Bahawalpur, 12 agosto 2022), è stato un hockeista su prato pakistano.

## Biografia
Con la nazionale del suo Paese vinse la medaglia d'oro alle Olimpiadi estive del 1960 e la medaglia d'argento a quelle del 1956 e 1964. Ricevette il premio Tamgha-i-Imtiaz dal governo del Pakistan nel 1963. Giocò oltre 68 partite internazionali e segnò 13 gol per il suo Paese.
Motiullah Khan è morto nel 2022. A lui è intitolato l'International Hockey Stadium di Bahawalpur (Motiullah Hockey Stadium).